# Raul Olle
Raul Olle (ur. 23 stycznia 1973 w Tartu) – estoński biegacz narciarski, zawodnik klubu Võru Skiclub.

## Kariera
Po raz pierwszy na arenie międzynarodowej Raul Olle pojawił się w 1995 roku podczas Mistrzostw Świata w Thunder Bay, gdzie zajął 65. miejsce w biegu na 10 km techniką klasyczną. Na mistrzostwach startował także w latach 1997, 1999, 2001 i 2005, najlepszy wynik osiągając podczas Mistrzostw Świata w Trondheim w 1997 roku, gdzie był trzydziesty na dystansie 50 km klasykiem. W 1998 roku brał udział w Igrzyskach Olimpijskich w Nagano, w swoim najlepszym starcie, w biegu na 30 km stylem klasycznym był siedemnasty. Cztery lata później, podczas Igrzysk w Salt Lake City zajął między innymi osiemnaste miejsce w biegu na 50 km techniką klasyczną.
W Pucharze Świata zadebiutował 7 grudnia 1996 roku w Davos, zajmując 63. pozycję w biegu na 10 km klasykiem. Pierwsze pucharowe punkty zdobył rok później, 20 grudnia 1997 roku w tej samej miejscowości, kiedy zajął 27. miejsce na dystansie 30 km stylem klasycznym. W klasyfikacji generalnej sezonu 1996/1997 zajął ostatecznie 101. miejsce. Jak dotąd najlepsze wyniki w Pucharze Świata osiągnął w sezonie 2003/2004, który ukończył na 84. pozycji w klasyfikacji generalnej. Nie stał na podium zawodów Pucharu Świata.
Olle startował także w zawodach FIS Marathon Cup, w których kilkakrotnie stawał na podium. Zwyciężył między innymi w szwedzkim Vasaloppet 5 marca 2000 roku oraz trzykrotnie w estońskim Tartu Maraton w latach 1994, 2001 i 2005. W klasyfikacji generalnej najlepiej wypadł w sezonie 1999/2000, który ukończył na pierwszej pozycji. W 2010 roku zakończył karierę.

## Osiągnięcia

### Igrzyska olimpijskie
| Miejsce | Dzień     | Rok  | Miejscowość    | Konkurencja          | Czas biegu  | Strata      | Zwycięzca      |
| ------- | --------- | ---- | -------------- | -------------------- | ----------- | ----------- | -------------- |
| 17.     | 9 lutego  | 1998 | Nagano         | 30 km st. klasycznym | 1:33:55.8 h | +6:07.7 min | Mika Myllylä   |
| 37.     | 12 lutego | 1998 | Nagano         | 10 km st. klasycznym | 27:24.5 min | +2:27.8 min | Bjørn Dæhlie   |
| 10.     | 17 lutego | 1998 | Nagano         | Sztafeta 4 × 10 km   | 1:40:55.7 h | +3:25.2 min | Norwegia       |
| 7.      | 17 lutego | 2002 | Salt Lake City | Sztafeta 4 × 10 km   | 1:32:45.5 h | +3:21.5 min | Norwegia       |
| 18.     | 23 lutego | 2002 | Salt Lake City | 50 km st. klasycznym | 2:06:20.8 h | +8:39.2 min | Michaił Iwanow |

### Mistrzostwa świata
| Miejsce | Dzień     | Rok  | Miejscowość | Konkurencja             | Czas biegu  | Strata       | Zwycięzca        |
| ------- | --------- | ---- | ----------- | ----------------------- | ----------- | ------------ | ---------------- |
| 65.     | 11 marca  | 1995 | Thunder Bay | 10 km stylem klasycznym | 24:52.3 min | +3:26.1 min  | Władimir Smirnow |
| 64.     | 24 lutego | 1997 | Trondheim   | 10 km stylem klasycznym | 23:41.8 min | +2:56.0 min  | Bjørn Dæhlie     |
| 11.     | 28 lutego | 1997 | Trondheim   | Sztafeta 4 × 10 km      | 1:37:06.1 h | +6:58.6 min  | Norwegia         |
| 30.     | 2 marca   | 1997 | Trondheim   | 50 km stylem klasycznym | 2:16:37.5 h | +10:56.7 min | Mika Myllylä     |
| 35.     | 22 lutego | 1999 | Ramsau      | 10 km stylem klasycznym | 24:19.2 min | +2:03.1 min  | Mika Myllylä     |
| 10.     | 26 lutego | 1999 | Ramsau      | Sztafeta 4 × 10 km      | 1:35:07.5 h | +5:09.2 min  | Austria          |
| 36.     | 28 lutego | 1999 | Ramsau      | 50 km stylem klasycznym | 2:18:08.7 h | +13:12.5 min | Mika Myllylä     |
| 39.     | 15 lutego | 2001 | Lahti       | 15 km stylem klasycznym | 39:26.0 min | +3:40.4 min  | Per Elofsson     |
| 9.      | 24 lutego | 2005 | Oberstdorf  | Sztafeta 4 × 10 km      | 1:39:04.4 h | +4:16.8 min  | Norwegia         |

### Puchar Świata

#### Miejsca w klasyfikacji generalnej
- sezon 1996/1997: 101.
- sezon 1997/1998: 92.
- sezon 1999/2000: 107.
- sezon 2001/2002: 101.
- sezon 2002/2003: 131.
- sezon 2003/2004: 84.
- sezon 2004/2005: 150.
- sezon 2005/2006: 114.

#### Miejsca na podium w zawodach chronologicznie
Olle nigdy nie stał na podium indywidualnych zawodów Pucharu Świata.

### FIS Marathon Cup

#### Miejsca w klasyfikacji generalnej
- sezon 1999/2000: 1.
- sezon 2000/2001: 3.
- sezon 2001/2002: 16.
- sezon 2002/2003: 7.
- sezon 2003/2004: 4.
- sezon 2004/2005: 10.
- sezon 2005/2006: 9.
- sezon 2006/2007: 9.
- sezon 2008/2009: 99.
- sezon 2009/2010: 111.

#### Miejsca na podium
| Nr  | Dzień       | Rok  | Zawody             | Dystans                 | Czas biegu  | Strata  | Pozycja | Zwycięzca               |
| --- | ----------- | ---- | ------------------ | ----------------------- | ----------- | ------- | ------- | ----------------------- |
| 1.  | luty        | 2000 | König-Ludwig-Lauf  | 51 km stylem klasycznym | 2:01:12.1 h | ?       | 2.      | Stanislav Řezáč         |
| 2.  | marzec      | 2000 | Vasaloppet         | 90 km stylem klasycznym | 4.14.38.0 h | -       | 1.      | -                       |
| 3.  | 10 lutego   | 2001 | Finlandia-hiihto   | 50 km stylem klasycznym | 2:10:46 h   | +1 s    | 2.      | Stanislav Řezáč         |
| 4.  | 27 stycznia | 2002 | Marcialonga        | 70 km stylem klasycznym | 2:13:03:6 h | +4.4 s  | 3.      | Juan Jesús Gutiérrez    |
| 5.  | 12 stycznia | 2003 | Jizerská padesátka | 50 km stylem klasycznym | 2:10:08.0 h | +58.0 s | 3.      | Oskar Svärd             |
| 6.  | 11 stycznia | 2004 | Jizerská padesátka | 50 km stylem klasycznym | 2:11:26.0 h | +12.0 s | 2.      | Oskar Svärd             |
| 7.  | 7 marca     | 2004 | Vasaloppet         | 90 km stylem klasycznym | 3:48:42.0 h | +12.0 s | 2.      | Anders Aukland          |
| 8.  | 9 stycznia  | 2005 | Jizerská padesátka | 50 km stylem klasycznym | 2:03:00.0 h | +1.0 s  | 2.      | Karl Gunnar Skjønsfjell |
| 9.  | 15 stycznia | 2006 | Jizerská padesátka | 50 km stylem klasycznym | 2:12:09.0 h | +8.0 s  | 3.      | Marco Cattaneo          |
| 10. | 18 marca    | 2006 | Birkebeinerrennet  | 54 km stylem klasycznym | 2:52:13.0 h | +24.0 s | 3.      | Anders Aukland          |